# Wyzwanie
Wyzwanie – zbiór opowiadań peruwiańskiego pisarza Maria Vargasa Llosy, po raz pierwszy opublikowany w 1959 roku pod oryginalnym tytułem Los jefes.
Zbiór sześciu opowiadań jest prozatorskim debiutem Llosy. Ich stałym elementem jest machismo, kolejne teksty ukazują jego różnorodne przejawy.
W skład tomu wchodzą następujące opowiadania:
- Szefowie (Los jefes)
- Wyzwanie (El desafío)
- Młodszy brat (El hermano menor)
- Niedziela (Día domingo)
- Gość (Un visitante)
- Dziadek (El abuelo)

Zbiór ten jest często wydawany razem z krótką powieścią Szczeniaki (Los cachorros) z 1967.
W Polsce zbiór opowiadań wydawano kilkukrotnie, m.in. w 1976 roku Wydawnictwo Literackie w tzw. czarnej serii "Proza iberoamerykańska" w przekładzie Andrzeja Nowaka, w 2000 roku Warszawskie Wydawnictwo Literackie Muza, (seria VIP "Vademecum Interesującej Prozy") oraz wydawnictwo Znak (wraz z opowiadaniem "Szczeniaki") w tłumaczeniu Carlosa Casasa i Andrzeja Nowaka.